# Bistum Grand Falls
Das Bistum Grand Falls (lateinisch Dioecesis Grandicataractensis, englisch Diocese of Grand Falls) ist eine in Kanada gelegene römisch-katholische Diözese mit Sitz in Grand Falls-Windsor. 

## Geschichte
Das Bistum Grand Falls wurde am 29. Februar 1856 durch Papst Pius IX. aus Gebietsabtretungen des Bistums Neufundland als Bistum Harbour Grace errichtet. Es wurde dem Erzbistum Saint John’s, Neufundland als Suffraganbistum unterstellt. Das Bistum Harbour Grace gab am 13. Juli 1945 Teile seines Territoriums zur Gründung des Apostolischen Vikariates Labrador ab. Am 22. Februar 1958 wurde das Bistum Harbour Grace in Bistum Harbour Grace-Grand Falls umbenannt. Das Bistum Harbour Grace-Grand Falls wurde am 30. Oktober 1964 in Bistum Grand Falls umbenannt.

## Ordinarien

### Bischöfe von Harbour Grace
- 1856–1869 John Dalton
- 1870–1880 Enrico Carfagnini OFM, dann Bischof von Gallipoli
- 1881–1906 Ronald MacDonald
- 1906–1940 John March
- 1940–1958 John Michael O’Neill

### Bischöfe von Harbour Grace-Grand Falls
- 1958–1964 John Michael O’Neill

### Bischöfe von Grand Falls
- 1958–1964 John Michael O’Neill
- 1972–1979 Alphonsus Liguori Penney, dann Erzbischof von Saint John’s, Neufundland
- 1980–1998 Joseph Faber MacDonald, dann Bischof von Saint John, New Brunswick
- 2000–2011 Martin William Currie
- 2011–0000 Robert Anthony Daniels